# كاريدا كاوناس
كاريدا كاوناس هو نادي كرة قدم في ليتوانيا تأسس في 1935. تم اغلاقه في 2003.